# Le Dernier Apprenti Sorcier
Le Dernier Apprenti Sorcier (titre original : Peter Grant series) est une série de romans de fantasy urbaine écrits par l'auteur anglais Ben Aaronovitch, et de comics (romans graphiques) écrits par Aaronovitch et Andrew Cartmel, illustrés par Lee Sullivan (en).

## Résumés

### Romans et romans courts

#### Les Rivières de Londres
Le roman tourne autour des aventures de Peter Grant, un jeune officier de la Metropolitan Police, qui, à la suite d'une rencontre inattendue avec un fantôme, est recruté dans la petite branche du Met qui traite de la magie et du surnaturel.
Peter Grant, devenu le premier apprenti sorcier anglais depuis plus de soixante-dix ans, doit immédiatement s'occuper de deux cas différents mais finalement reliés. Dans l'un, il doit trouver ce qui possède des gens ordinaires et les transforme en tueurs vicieux, et dans le second il doit négocier une paix entre les deux dieux de la Tamise et leurs familles respectives.

#### Magie noire à Soho
À la suite des événements des « Rivières de Londres », le policier et apprenti sorcier Peter Grant est appelé pour aider à enquêter sur le meurtre brutal d'un journaliste dans les toilettes en bas du club Groucho dans le quartier de Soho, à Londres. En même temps, Peter est troublé par un certain nombre de décès de musiciens de jazz amateurs et semi-professionnels. Malgré les causes apparemment naturelles de la mort, chaque corps montre une signature magique qui conduit Peter à croire que les morts sont loin d'être naturelles.

#### Murmures souterrains
Le fils d'un sénateur américain est poignardé à mort, et l'implication de la magie est suspectée. Un agent du FBI est impliqué dans l'affaire de Peter Grant. Pendant ce temps, il se passe quelque chose dans les tunnels du métro et les égouts de Londres.

#### Le Rêve de l’architecte
Un autre tueur est en liberté, et le suspect principal pourrait être un associé du magicien tordu connu sous le nom de Mage sans visage. Un urbaniste se fait écraser par une rame de métro et un grimoire a été volé. Et quand Peter apprend quelque chose de très étrange dans Elephant and Castle, il doit enquêter pour voir s'il y a un lien.

#### Les Disparues de Rushpool
En quittant Londres, Peter se rend dans un petit village du Herefordshire, où il semble y avoir un élément surnaturel lors disparition de deux fillettes locales. Ayant à faire face aux flics ainsi qu'aux dieux locaux, Peter trouve que le mystère s'approfondit.

#### What Abigail Did That Summer(roman court)
Dans ce court roman paru en 2021 mais dont l'action s'intègre durant Les Disparues de Rushpool, Abigail Kamara est livrée à elle-même durant l'été 2013 et poursuit son propre mystère concernant la disparition d'adolescents.

#### Peur sur la ligne(roman court)
Dans ce roman court, Peter doit faire face aux fantômes du métro, aux témoins qui oublient leur rencontre et déchiffrer le message urgent d'un fantôme.

#### L'Arbre des pendus
De retour à Londres, Peter fait face à l'héritage des pendaisons de Londres. Enquêtant sur des meurtres suspects dans le monde des super-riches, Peter se trouve dans un monde différent dans lequel il a l'habitude d'enquêter.

### Comics (romans graphiques)
La série de romans graphiques The Rivers of London raconte un arc d'histoire distinct dans cinq bandes dessinées individuelles qui, une fois terminées, sont vendues dans des éditions reliées à couverture rigide et à couverture souple.
Pour l'instant aucun n'a été traduit en français.
- (en) Body Work - Partant d'une tuerie en voiture, sans chauffeur, Peter enquête sur un réfugié bosniaque et sur un banc en bois apparemment inoffensif en passant les chemins les plus sombres[2]...
  - Couverture rigide  (ISBN 9781785853647), première édition mars 2016
  - Couverture souple  (ISBN 9781782761877), première édition mars 2016
    - Se situe entre Le Rêve de l’architecte et Les Disparues de Rushpool[3].
- (en) Night Witch - La fille d'un Oligarque russe est kidnappée et ce dernier pense qu'enlever la sorcière de la nuit Varvara Sidorovna aidera la situation[4].
  - Couverture rigide  (ISBN 9781785853647), première édition novembre 2016
  - Couverture souple  (ISBN 9781785852930), première édition décembre 2016
    - Se situe entre Les Disparues de Rushpool et L'Arbre des pendus[3].
- (en) Black Mould - Sahra Guleed se joint à Grant pour déterminer la source de la moisissure noire envahissant la banlieue tandis que Nightingale se charge d'une fourgonnette de glace hantée[5].
  - Couverture rigide  (ISBN 9781785863851), première édition juin 2017
  - Couverture souple  (ISBN 9781785855108), première édition  juillet 2017
    - Se situe entre Night Witch et L'Arbre des pendus (Bien que le guide des lecteurs à la fin de Black Mould place cette histoire après L'Arbre des pendus[3], une brève référence est faite dans L'Arbre des pendus aux événements de cette histoire[6]).
- (en) Detective Stories - Peter essaie de passer détective, ce qui est un peu compliqué quand votre surveillant d'examen est à 90% sûr que vous êtes fou ou une farce !
  - Couverture rigide  (ISBN 9781785865978), première édition décembre 2017
  - Couverture souple  (ISBN 9781785861710), première édition décembre 2017
    - Se situe entre L'Arbre des pendus et Cry Fox.
- (en) Cry Fox - Reynard est à nouveau à  ses tours et cette fois il implique quelques vieux amis russes.
  - Couverture souple  (ISBN 9781785861727), première édition juin 2018
    - Se situe entre Detective Stories et Water Weed.
- (en) Water Weed - Lorsque Chelsea et Olympia décident de gagner quelques livres, Peter et Bev se retrouvent confrontés à la nouvelle cheville ouvrière du crime à Londres : la magnifique et brutale Hoodette !
  - Couverture souple  (ISBN 9781785865459), première édition décembre 2018
- (en) Action At A Distance
  - Couverture souple, première édition novembre 2019

### Épisodes futurs
Voici la liste des titres à venir, confirmés sur le blog de Ben Aaronvitch.

#### Untitled Kimberley Reynolds Novella
Suivant l'agent du FBI Kimberley Reynolds, qui a été introduit dans Murmures souterrains, et est devenu par la suite un allié de la Folie, ce roman court se déroule après Lies Sleeping.

#### Autres travaux
Ben Aaronovitch a également annoncé plusieurs travaux dans le même univers fictif, mais se situant en dehors de la chronologie de la série principale. Ces œuvres comprennent une histoire intitulée Cock of the Wall mettant l'accent sur Petrus Aelius Bekemetus, qu'Aaronovitch décrit comme un « officiel du temple/Londinium Wideboy » - c'est-à-dire dans le Londres romain que  Peter Grant a brièvement visité dans le premier livre de la série. Un roman court sans titre est également prévu, mettant l'accent sur le mentor de Peter, Thomas Nightingale.
Le 1er mai 2019, il a été annoncé qu'une adaptation télévisée des Rivers of London serait produite par la société de production de Simon Pegg et Nick Frost, Stolen Picture (en).

## Romans et nouvelles par ordre de lecture
Dans son blog, l'auteur a fourni une liste des histoires, par chronologie interne.
| Cadre temporel (si connu)               | Numéro | Titre                     | Date de publication | ISBN                  | Titre original                              | Date de publication originale                                                                   |
| --------------------------------------- | ------ | ------------------------- | ------------------- | --------------------- | ------------------------------------------- | ----------------------------------------------------------------------------------------------- |
| 1957                                    |        |                           |                     |                       | Action at a Distance (comic)                | Parties 1-4 du 17 octobre 2018 au 16 janvier 2019, recueillies le 13 novembre 2019              |
| De janvier à juin 2012                  | 1      | Les Rivières de Londres   | 10 mars 2012        | (ISBN 978-2290040362) | Rivers of London                            | 10 janvier 2011                                                                                 |
| Avant les Jeux olympiques d'été de 2012 |        |                           |                     |                       | The Home Crowd Advantage (nouvelle)         | Dans le London Edition de Les Rivières de Londres et le 27 octobre 2014 sur le blog de l'auteur |
| De septembre à octobre 2012             | 2      | Magie noire à Soho        | 25 août 2012        | (ISBN 978-2290040409) | Moon Over Soho                              | 21 avril 2011                                                                                   |
| Décembre 2012                           | 3      | Murmures souterrains      | 2 mars 2013         | (ISBN 978-2290040379) | Whispers Under Ground                       | 21 juin 2012                                                                                    |
| Mars-avril 2013                         | 4      | Le Rêve de l’architecte   | 5 février 2014      | (ISBN 978-2290075692) | Broken Homes                                | 25 juillet 2013                                                                                 |
| Non fourni                              |        |                           |                     |                       | Body Work (comic)                           | Parties 1-5 du 16 juillet 2015 au 20 novembre 2015, recueillies le 29 mars 2016                 |
| Août 2013                               | 5      | Les Disparues de Rushpool | 10 juin 2015        | (ISBN 978-2290081051) | Foxglove Summer                             | 13 novembre 2014                                                                                |
|                                         | 5,1    |                           |                     |                       | What Abigail Did That Summer (roman court)  | 18 mars 2021                                                                                    |
|                                         |        |                           |                     |                       | Night Witch (comic)                         | Parties 1-3 du 16 mars 2016 au 18 mai 2016, recueillies le 1er novembre 2016                    |
|                                         |        |                           |                     |                       | Black Mould (comic)                         | Parties 1-5 du 12 octobre 2016 au 8 mars 2017, recueillies le 25 juillet 2017                   |
| Fin juillet 2013                        | 5,5    | Peur sur la ligne         | 6 juin 2018         | (ISBN 978-2290155486) | The Furthest Station (roman court)          | 28 septembre 2017                                                                               |
| Courant 2014                            | 6      | L'Arbre des pendus        | 3 janvier 2018      | (ISBN 978-2290155479) | The Hanging Tree                            | 3 novembre 2016                                                                                 |
|                                         |        |                           |                     |                       | A Rare Book of Cunning Device (livre audio) | 27 avril 2017                                                                                   |
|                                         |        |                           |                     |                       | Detective Stories (comic)                   | Parties 1-4 du 7 juin 2017 au 3 septembre 2017, recueillies le 29 décembre 2017                 |
|                                         |        |                           |                     |                       | Cry Fox (comic)                             | 8 novembre 2017, recueillies le 26 juin 2018                                                    |
|                                         |        |                           |                     |                       | Water Weed (comic)                          | Parties 1-4 du 20 juin 2018 au 19 septembre 2018, recueillies le 9 octobre 2018                 |
|                                         | 7      |                           |                     |                       | Lies Sleeping                               | 15 novembre 2018                                                                                |
|                                         |        |                           |                     |                       | The Fey and the Furious (comic)             | Parties 1-4 du 6 novembre 2019 au 5 février 2020, recueillies le 10 novembre 2020               |
|                                         | 7,5    |                           |                     |                       | The October Man (roman court)               | 31 mars 2019                                                                                    |
|                                         | 8      |                           |                     |                       | False Value                                 | 25 février 2020                                                                                 |
|                                         | 9      |                           |                     |                       | Amongst our Weapons                         | 7 avril 2022                                                                                    |
|                                         | 10     |                           |                     |                       | Stone & Sky                                 | 3 juillet 2025                                                                                  |

Sur la page où l'ordre officiel est donné, l'auteur écrit : "Une mise en garde - la nouvelle The Home Crowd Advantage est évidemment fixé en 2012 pendant les Jeux olympiques de Londres, mais parce qu'il a été écrit avant la chronologie de la série, il contient un certain nombre d'anachronismes, j'ai appris à être philosophe à propos de ce genre de choses. Beaucoup d'histoires donnent des dates vagues et certaines de ces dates sont en conflit avec l'ordre officiel de la série (comparez Foxglove Summer et The Furthest Station)".

## Personnages
Remarque: la section suivante contient des spoilers majeurs pour les livres ultérieurs de la série.
- L'agent de police Peter Grant :  un officier de la Metropolitan Police et le premier apprenti sorcier officiel en soixante ans.
- Inspecteur en chef Thomas Nightingale : le chef de la Folie et le dernier Sorcier Anglais officiellement sanctionné.
- Lesley May : ancien agent de police dans la Metropolitan Police et apprenti de facto de Nightingale. Maintenant associé criminel du Mage sans visage et soumis à une enquête interne.
- Sergent-détective Miriam Stephanopoulos : responsable de l'équipe d'enquête sur le meurtre de Belgravia et officier de police principal de facto.
- Sahra Guleed :  Constable, travaille souvent avec Peter quand ses affaires sont à Londres.
- Dr Abdul Haqq Walid : gastroentérologue de renommée mondiale et cryptopathologue.
- Frank Caffrey : Enquêteur du LFB (London Fire Brigade), ex-para et un "associé" clé de la Folie.
- Professeur Harold Postmartin D.Phil, F.R.S. "Postmartin le Pirate" :  Archiviste et expert pour la Folie.
- Molly : domestique de la Folie, d'espèces pas entièrement clarifiées, mais elle a été désignée comme de type fae dans le roman "Les Disparues de Rushpool".
- Abigail Kamara : une adolescente agaçante et persistante qui est le membre fondateur de facto de l'aile jeunesse de la Folie. Vit dans le même quartier que les parents de Peter.
- Beverley Brook : "fille" de Mère Tamise et déesse de Beverley Brook (en), une petite rivière dans le sud de Londres. Dans les livres plus récent, elle devient la petite amie de Peter Grant.
- Cecilia Tyburn : alias Lady Ty, "fille" de Mère Tamise et déesse de la Rivière Tyburn.
- Oxley : dieu de la rivière Oxley, un des "fils" du père Tamise et son négociateur en chef.
- Toby : Le chien de Peter, qui peut détecter la magie, indiqué par son aboiement.
- Varvara Sidorovna Tamonina : alias Varenka Dobroslova, sorcière russe/soviétique (sorcière de la nuit), vétéran magique de la Seconde Guerre mondiale (365e Régiment spécial de l'Armée rouge), qui vivra plus tard seule en Grande-Bretagne avec une durée de vie étendue magiquement.
- Thomas Debden : mécanicien automobile, montrant un intérêt pour Molly